# Герилья в Капарао
Герилья в Капарао (порт. Guerrilha do Caparaó) — партизанская война (герилья) бразильских левых повстанцев из организации MNR (Революционное националистическое движение — Movimento Nacionalista Revolucionário) в горах Капарао (штаты Эспириту-Санту и Минас-Жерайс) против диктаторского режима в стране.
Организация была основана в Монтевидео (Уругвай), вдохновлялась примером Сьерра-Маэстры, пользовалась поддержкой Кубы и ориентировалось на Лионела Бризолу, политического противника диктатуры. В ней состояли преимущественно отставные военнослужащие.
Вооружённые выступления продолжались в течение 1966—1967 гг.